# Lelis
Lelis è un comune rurale polacco del distretto di Ostrołęka, nel voivodato della Masovia.
Ricopre una superficie di 197 km² e nel 2006 contava 8 373 abitanti.